# Dan barikad
Dan barikad (francosko Journée des barricades), 12. maj 1588, je bil na videz spontana javna vstaja v neomajno katoliškem Parizu proti zmerni in obotavljajoči se politiki kralja Henrika III. Vstajo je organiziral Svet šestnajstih (Conseil des Seize), ki je predstavljal šestnajst pariških četrti. Vodil jo je Henrik I., vojvoda Guiški, vodja Katoliške lige, usklajeval pa Bernardino de Mendoza, veleposlanik španskega kralja Filipa II.

## Ozadje
Vojvoda Guiški se je kljub kraljevi prepovedi zaradi spodletele  zarote, načrtovane za  24. april, vrnil v Pariz, saj si ni mogel privoščiti, da bi zapustil svoje privržence
 Kralj je v odgovor v prestolnici zbral več polkov švicarske garde in Gardes Françaises, s čimer je prekršil privilegij Pariza, da tuje čete ne smejo biti  nastanjene v mestu. Širiti so se začele govorice, da so aretirali voditelje katoliške stranke iz družine Guise. Kralj je odredil popis pariškega prebivalstva, s čimer bi iz mesta izključil vse "tujce" ali Ne-Parižane, vključno s silami vojvode Guiškega. V popisu, odrejenemu za 12. maj, naj bi potekala zelo natančna preiskava hiš, seznamov ljudi, orožja in konj.

## Barikade
Barikade iz vagonov, hlodov in  sodov (francosko barriques) so blokirale dostop do glavnih točk v mestu. Postavljanje barikad se je začelo zgodaj zjutraj v univerzitetni četrti, kjer je postavljanje usklajeval nek Crucé. Barikade so bile na hitro zgrajene iz lahko dostopnih gradiv in prvič v zgodovini francoskih revolucij. Hrbtenico upora je tvorila katoliška milica. Kraljeve čete so bile v več četrtih blokirane. Vojvoda Guiški je prejel nujno kraljevo sporočilo z dovoljenjem za urejen umik tujih čet.

## Kraljeve sile
Kraljeve sile so se umaknile v Louvre, saj so bila zaprta vsa pariška mestna vrata razen Porte Saint-Honoré. Naslednji dan je kralj poskušaj oditi v Sainte-Chapelle, vendar mu to ni uspelo. Pobegnil je v Chartres. Do konca dneva je bilo v sporadičnem nasilju ubitih približno šestdeset vojakov. Bastilja je kapitulirala. Vojvoda Guiški je postal nesporni vladar Pariza. Ponudili so mu francosko krono, a jo je zavrnil.

## Časovna uskladitev
Vstaja časovno ni bila usklajena z napadom španske Armade na Anglijo, kot je načrtoval španski 
veleposlanik Mendoza, vendar je vseeno učinkovito odvrnila kakršno koli vmešavanje hugenotov v špansko vojno z Anglijo. Katoliško prebivalstvo Pariza je resnično sovražilo kralja Henrika III.  iz več razlogov. Prvič, njegove nesprejemljive ljubimce  in dvor so dojemali kot jalove in brezvredne. Drugič, videti je bilo, da je kralj preveč pripravljeni na dogovor s protestanti in dedičem francoskega prestola, Henrikom Navarskim, ki še ni bil uradno imenovan za dediča Henrika III., ki ni imel otrok. In ne nazadnje so bili Parižani vznemirjeni zaradi vojakov, nameščenih v mestu. 
Guise je s svojega močnega položaja prisilil kralja, da je v Rouenu podpisal Edikt  o združitvi, potrjen v Parizu 21. julija. Kralj je z ediktom obljubil, da ne bo nikoli sklenil premirja ali miru s heretiki,  da bo prepovedal javno službo vsem, ki ne bodo javno prisegli svojega katolištva, in da ne bo nikoli prepustil prestola princu, ki ni katoličan. Tajne klavzule so razširile amnestijo na vsa dejanja Katoliške lige, odobrile podporo njenim četam in Ligi dodelile dodatna utrjena mesta. Dva tedna pozneje je bil vojvoda Guiški imenovan za generalporočnika kraljestva. 23. decembra istega leta ga je v Bloisu umorila kraljeva telesna straža. Naslednji dan je bil umorjen tudi vojvodov brat  Ludvik II. Lotarinški.

## Opombi
1. ↑  Naslednji "dan barikad" se je zgodil med frondo leta 1648. Barikade na pariških ulicah so se zgradile tudi med francosko revolucijo in vseh kasnejših revolucionarnih dogodkih. Po izgradnji širokim mestnih bulvarjev gradnja barikad ni bila več mogoča.
2. ↑  Armada je izplula iz Lizbone 28. maja.